# ييفيا
بلدية ييفيا هي مدينة إسبانية تُعرف باسم Llívia بالإسبانية، وتقع في مقاطعة جيرونا بمنطقة كتالونيا شمال شرق إسبانيا. ما يميزها هو موقعها الفريد، حيث تقع داخل الأراضي الفرنسية، مما يجعلها جيبًا إسبانيًا محاطًا بالكامل بفرنسا.
الموقع الجغرافي والتاريخ
تعود أصول ييفيا إلى العصر الروماني، وكانت تُعتبر عاصمة منطقة سيردانيا. في عام 1659، تم توقيع معاهدة صلح البرانس بين فرنسا وإسبانيا، والتي بموجبها تنازلت إسبانيا عن 33 قرية لصالح فرنسا. لكن، نظرًا لأن ييفيا كانت تُعتبر مدينة وليست قرية، فقد بقيت تحت السيادة الإسبانية رغم موقعها داخل الأراضي الفرنسية .
المعالم السياحية
تتميز ييفيا بعدد من المعالم السياحية، أبرزها:
متحف الصيدلية: يُعتبر من أقدم الصيدليات في أوروبا، حيث تأسس عام 1594 وما زال يحتفظ بالكثير من أدوات الصيدلة القديمة .
قلعة ييفيا: تقع على قمة تلة، وتوفر إطلالات بانورامية رائعة على المنطقة المحيطة.
الأنشطة الرياضية: في الصيف، يمكن ممارسة رياضة المشي وركوب الدراجات، بينما في الشتاء، تُعتبر المنطقة مناسبة للتزلج على الثلج.
```
التنقل والحدود
```

رغم موقعها داخل فرنسا، إلا أن ييفيا تُعتبر جزءًا من إسبانيا، وتُدار من قبل السلطات الإسبانية. تُعتبر الطرق المؤدية إليها محايدة، حيث يتم تنظيمها بين فرنسا وإسبانيا بالتناوب كل 6 أشهر. تُظهر اللافتات الحدودية وجود الاتحاد الأوروبي، مما يُسهل التنقل بين البلدين .

## الديموغرافيا
بلغ عدد سكان بلدية ييفيا 1536 نسمة عام 2014 (وفقاً للمعهد الوطني الإسباني للإحصاء).
| 924 | 961 | 1.133 | 1.252 | 1.388 | 1.589 | 1.665 |